# Jonathan Paz
Jonathan Josué Paz Hernández (Tocoa, Departamento de Colón, Honduras; 18 de junio de 1995) es un futbolista hondureño. Juega de defensa central o volante de contención y su equipo actual es el Olimpia de la Liga Nacional de Honduras.

## Trayectoria

### Real Sociedad
Se inició en Real Sociedad donde hizo todas las formativas. El técnico Héctor Castellón lo hizo debutar de manera profesional el 14 de agosto de 2013 durante el triunfo sobre Victoria por 2 a 0. Ha logrado conseguir ser subcampeón de la Liga Nacional de Honduras en tres ocasiones: Apertura 2013, Apertura 2014 y Clausura 2016.

### Olimpia
El 26 de junio de 2017 se confirmó su arribo a los Leones Negros de la Universidad de Guadalajara del Ascenso MX, equipo que adquiriría el 50% de su ficha (un 25% restante le continuaría perteneciendo al Real Sociedad y el otro a su representante). Sin embargo, unos días después, Olimpia, que también se había venido interesando en los servicios deportivos del jugador, finalmente se hizo del 75% de su ficha en un traspaso de USD 100.000. De esta forma, el 6 de julio de 2017 se oficializó su incorporación al Olimpia, donde tendrá como entrenador al colombiano Carlos Restrepo.

## Selección nacional
Ha sido internacional con la Selección de fútbol de Honduras. Anotó su primer gol con la Sub-20 el 8 de abril de 2014 en un amistoso ante su similar de El Salvador en el Estadio Cuscatlán de San Salvador. El mismo finalizó con un resultado 2-1 a favor de Honduras. El 30 de abril de 2015 se anunció que había sido convocado para disputar la Copa Mundial de Fútbol Sub-20 de 2015 en Nueva Zelanda.
Fue convocado para los partidos contra El Salvador de Clasificación para el Mundial de Rusia 2018.
El 25 de julio de 2016 se anunció su convocatoria a la Selección Olímpica de Honduras para disputar los Juegos Olímpicos de Río 2016.

### Participaciones en Juegos Olímpicos
| Juegos Olímpicos             | Sede   | Resultado    | PJ | Goles |
| ---------------------------- | ------ | ------------ | -- | ----- |
| Juegos Olímpicos de Río 2016 | Brasil | Cuarto lugar | 5  | 0     |

### Participaciones en Copas del Mundo
| Mundial                | Sede          | Resultado      | PJ | Goles |
| ---------------------- | ------------- | -------------- | -- | ----- |
| Mundial Sub-20 de 2015 | Nueva Zelanda | Fase de grupos | 3  | 0     |

## Clubes
| Club          | País     | Año             |
| ------------- | -------- | --------------- |
| Real Sociedad | Honduras | 2013 - 2017     |
| Olimpia       | Honduras | 2017 - Presente |

## Estadísticas
Actualizado al último partido disputado: 6 de mayo de 2017.

### Clubes
| Real Sociedad Honduras                                 |                     |                     |     |   |   |   |   |    |     |   |
| 2013-14                                                | 1.ª                 | 23                  | 0   | 0 | 0 | - | - | 23 | 0   |   |
| 2014-15                                                | 1.ª                 | 11                  | 0   | 0 | 0 | - | - | 11 | 0   |   |
| 2015-16                                                | 1.ª                 | 27                  | 0   | 0 | 0 | - | - | 27 | 0   |   |
| 2016-17                                                | 1.ª                 | 28                  | 2   | 0 | 0 | - | - | 28 | 2   |   |
| Total                                                  | Total               | 89                  | 2   | 0 | 0 | 0 | 0 | 89 | 2   |   |
| Olimpia Honduras                                       |                     |                     |     |   |   |   |   |    |     |   |
| 2017-18                                                | 1.ª                 | 12                  | 0   | 0 | 0 | 1 | 0 | 12 | 0   |   |
| Total                                                  | Total               | 12                  | 0   | 0 | 0 | 1 | 0 | 12 | 0   |   |
| Total en su carrera                                    | Total en su carrera | Total en su carrera | 101 | 2 | 0 | 0 | 1 | 0  | 102 | 2 |
| (1)Incluye Copa de Honduras. (2)Incluye Liga Concacaf. |                     |                     |     |   |   |   |   |    |     |   |

## Palmarés

### Campeonatos nacionales
| Título                    | Equipo  | País     | Año  |
| ------------------------- | ------- | -------- | ---- |
| Liga Nacional de Honduras | Olimpia | Honduras | 2019 |
| Liga Nacional de Honduras | Olimpia | Honduras | 2020 |

### Campeonatos internacionales
| Título        | Club    | Lugar    | Año  |
| ------------- | ------- | -------- | ---- |
| Liga Concacaf | Olimpia | San José | 2017 |